# 茹此精彩13首 (香港版)
《茹此精彩13首（香港版）》是台灣歌手許茹芸的首張精選輯，於1997年10月發行。這是上華唱片公司為了進軍香港市場，特地精選許茹芸前四張專輯的歌曲，再加上三首新歌，而組成了這張精選輯。此專輯甫推出就拿下香港IFPI排行榜冠軍。

## 專輯簡介
許茹芸於香港發行首張精選輯，專輯收錄的13首歌曲包含「留低鎖匙」、「哭牆」兩首粵語新歌，同時收錄一首與熊天平首次對唱的情歌「你的眼睛」；而主打歌「留低鎖匙」是選用許茹芸1996年創作的「突然想愛你」改填粵語歌詞。
不同於台灣市場的定位，許茹芸是以創作歌手的角色進軍香港唱片市場，銷售成績也證明了許茹芸的創作實力，不但在台灣受到肯定，在香港也是深受歡迎。

## 曲目
1、留低鎖匙（粵語新歌）
曲：許茹芸；詞：李敏；編曲：陳飛午；製作人：李健達/劉天健
原曲：「突然想愛你」
2、哭牆（粵語新歌）
曲：李偉菘；詞：林夕；編曲：黃銘源；製作人：李偉菘
3、半首歌
曲：袁惟仁；詞：袁惟仁；編曲：江建民；製作人：袁惟仁
4、獨角戲
曲：季忠平；詞：許常德；編曲：惠元/徐德昌；製作人：劉天健/徐德昌
5、如果雲知道
曲：季忠平；詞：季忠平/許常德；編曲：屠穎；製作人：劉天健/徐德昌
6、後來你好嗎
曲：黃國倫；詞：易家揚；編曲：錢幽蘭；製作人：黃國倫
7、日光機場
曲：郭子；詞：許常德；編曲：涂惠元；製作人：劉天健/徐德昌
8、貓與鋼琴
曲：許茹芸；詞：許常德；編曲：屠穎；製作人：Peter Wong
9、執著
曲：梁偉豐；詞：唐玉璇；編曲：江建民；製作人：Peter Wong
10、淚海
曲：季忠平；詞：季忠平/許常德；編曲：陳進興；製作人：陳進興
11、寄信人
曲：許茹芸；詞：許常德；編曲：江建民；製作人：袁惟仁
12、你的眼睛 feat.熊天平（新歌）
曲：熊天平；詞：許常德；編曲：屠穎；製作人：劉天健/徐德昌
13、突然想愛你
曲：許茹芸；詞：許茹芸；編曲：陳飛午；製作人：劉天健/袁惟仁

## 音樂錄影帶
1、留低鎖匙（首波主打）

男主角：張天霖
2、哭牆（第二波主打）

3、你的眼睛（第三波主打）

導演：林錦和